# Sandillon
Sandillon település Franciaországban, Loiret megyében. Lakosainak száma 4209 fő (2022. január 1.). Sandillon Bou, Chécy, Darvoy, Férolles, Jargeau, Marcilly-en-Villette, Saint-Cyr-en-Val, Saint-Denis-en-Val és Vienne-en-Val községekkel határos.

## Népesség
A település népessége az elmúlt években az alábbi módon változott:
| Lakosok száma | 1440 | 2562 | 3000 | 3578 | 3950 | 3908 | 3971 | 4114 | 4186 | 4209 |
|               | 1968 | 1982 | 1990 | 2006 | 2013 | 2015 | 2017 | 2019 | 2020 | 2022 |